# Place Hunderenveld
La place Hunderenveld est une place située à Berchem-Sainte-Agathe, à Bruxelles.
Elle est desservie par les transports en communs de la STIB : 
- Tram : ligne 9 du tramway de Bruxelles
- Bus : lignes de bus 20 et 87 des autobus de Bruxelles et la ligne N16 du Noctis de la STIB.